# Gregorio Villalobos
Gregorio Villalobos Espinoza (Guadalajara, 27 de febrero de 1944-24 de diciembre de 2024) fue un futbolista mexicano que jugaba en la posición de defensa central. Oriundo del barrio de Analco, jugó para el Club Deportivo Guadalajara toda su carrera.
Debutó en 1964 con el CD Guadalajara en un juego contra el Club América, entraría como relevo de Guillermo Sepúlveda. En estas primeras temporadas, siempre fue reservista del equipo; cuando Sepúlveda no estaba apto para jugar él iniciaba o lo sustituía. Tiempo después el "Tigre" Sepúlveda fue vendido al Club de Fútbol Nuevo León y Villalobos aprovechó la oportunidad para apropiarse de la titularidad.
Se caracterizó por ser un recio jugador de la línea defensiva, identificado siempre con la institución, Gregorio llegó al Guadalajara a jugar directamente al equipo de reservas que dirigía Jesús "Chuco" Ponce. Fue parte de aquel equipo Guadalajara que logró el octavo título en la temporada 1969-70, logrando el triunfo a sus 26 años.
Su retiro de las canchas fue en el año de 1971, siendo secretario de la Asociación de Futbolistas Profesionales de México.